# Pątnik
Pątnik – starosłowiańskie słowo oznaczające podróżnika, występujące także w j. średniopolskim, pochodzące od słowa пѫть (pǫť) oznaczającego drogę. Obecnie słowo pątnik używane jest w znaczeniu pielgrzym (religia). Słowo пѫть (pǫť) pozostało w językach bułgarskim (път), górnołużyckim (puć), serbskochorwackim (put/пут), słoweńskim (pot) oraz rosyjskim (путь).